# 劉倬琦
劉綽琪（英語：Patricia Liu，1975年2月7日—），原名劉依清，曾使用藝名劉倬琦，1997年度的香港小姐候選佳麗，前無綫電視及亞洲電視女藝員。

## 簡歷
劉綽琪是私生女，曾就讀於東華三院李潤田紀念中學。其後到美國夏威夷留學，於大學主修商業。畢業後曾於國泰航空任空中服務員。
1997年以原名劉依清回港參加香港小姐競選。落選後，於1998年改藝名劉綽琪加入電視廣播有限公司，成為合約藝員，參演過多個電視劇，亦在多個清談節目如《犀牛俱樂部》及《K-100》當主持。此外她在2005年開始，在香港電台擔任節目主持，並於報紙專欄寫作。
2006年4月轉投亞洲電視，認為亞視能給予更大發揮空間，並與醫生高永文醫生合作，主持健康資訊節目《康健DNA》。並參與拍攝當年亞視的重頭劇《義無反顧》。
2008年初，因為某種原因，劉綽琪離開亞視，返回美國；至2008年中迴流香港；在2009年再度離開亞視。
2010年開始參與好萊塢製作，已拍攝的有短片《Take her picture》,《Interpol MV - Lights》及《Intel》廣告。2012年和2014年，劉綽琪參與一些演出。
劉綽琪在社交網站表示會在2015年2月7日結婚，但婚後兩年丈夫患癌病逝。
劉綽琪曾於美國洛杉磯荷里活居住，未有回港從事電視演出的打算，但會在洛杉磯繼續發展演藝事業。
2018年，回流香港並改藝名劉倬琦（2019年8月用回 劉綽琪），希望做談話節目，鼓勵一些好人好事。

## 電視作品

### 電視劇

#### 無綫電視
- 1995年：《真情》飾 Gloria
- 1999年：《反黑先鋒》
- 1999年：《創世紀II天地有情》飾 蔣　舒
- 2000年：《男親女愛》飾 新聞報道員、醫生
- 2000年：《无业楼民》
- 2000年：《大喜之家》
- 2000年：《廟街·媽·兄弟》
- 2000年：《妙手仁心II》
- 2001年：《FM701》飾 歐陽晴
- 2001年：《美丽人生》
- 2001年：《勇往直前》
- 2001年：《法網伊人》飾 方潔華
- 2001年：《七號差館》飾 大鳳
- 2002年：《情事緝私檔案》 飾 谷天娜
- 2002年：《彩色世界》飾 歐芷珊
- 2002年：《流金歲月》飾 田嘉芮
- 2002年：《異靈靈異》
- 2003年：《英雄·刀·少年》
- 2003年：《紅杏劫》
- 2003年：《當四葉草碰上劍尖時》飾 Miss方
- 2004年：《廉政行動2004》 飾 曾小姐
- 2004年：《翡翠恋曲》飾 Joey
- 2004年：《棟篤神探》飾 沈端兒
- 2004年：《皆大歡喜》飾 Joe
- 2004年：《金枝慾孽》飾 香浮
- 2004年：《赤沙印記@四葉草.2》飾 馮仁珍
- 2005年：《翻新大少》飾 伏盈盈
- 2005年：《識法代言人》飾 沈一心
- 2006年：《飛短留長父子兵》飾 Christy
- 2006年：《法證先鋒》飾 施卓恩 (Bonnie)
- 2006年：《刑事情報科》飾 徐慧欣(第13集後消失，現實上因約滿離開TVB。此劇為其於TVB的告別作)
- 2007年：《強劍》飾 楚幽夢

#### 亞洲電視
- 2006年：《義無反顧》 飾 張家琪
- 2007年：《大城小故事》飾 卓慕琪
- 2008年：《法網群英》飾 徐嬌

### 節目主持

#### 無綫電視
- 1998–2001年：《六合彩》
- 1998–2001年：《文化廣場》
- 2000–2001年：《犀牛俱樂部》
- 2000–2001年：《四洲賀歲煙花匯演》
- 2002年：《星晨旅遊雲南真程趣》
- 2003–2005年：《K-100》

#### 亞洲電視
- 2006年：《康健DNA》
- 2006年：《愛惜心血健康解碼》
- 2007年：《行行任篤笑》
- 2007年：《My Studio》
- 2008年：《同飲一江水》

#### 香港電台
- 2006年：《知識會社（页面存档备份，存于）》
- 2003–2005年：《警訊（页面存档备份，存于）》

## 電影作品
- 2011年：《Medium》飾 Yan
- 2011年：《Pretty Rosebud》飾 Mei Li
- 2010年：《Take Her Picture》飾 Ling
- 2007年：《雀聖3自摸三百番》飾 二索 Sophie
- 2007年：《死心不息》飾 Ellen

## 兒歌作品
- 蠟筆小王國
- 卡通大巡禮
- 開心同熊貓笑

## 著作
- 《娛樂圈不一樣靈異事件》ISBN 978-962-8955-268

## 外部連結
- 劉綽琪
- 劉綽琪 - 我的藝術家官方空間（页面存档备份，存于）
- Patricia Joma - imdb.com（页面存档备份，存于）
- 劉倬琦facebook